# Авахі
Авахі  (Avahi) — рід приматів з родини індрієвих (Indriidae). Це маленькі, нічні тварини, які живуть в сімейних групах і харчуються в основному листям. Етимологія: рідна назва на Мадагаскарі.

## Зовнішній вигляд
Досягають довжини голови й тіла від 30 до 45 см, хвіст від 30 до 40 сантиметрів, а вага становить 0,6—1,2 кг, отже це дрібні представники своєї родини. Мають щільне, шерстисте хутро, яке від червоно-коричневого до сіро-коричневого кольору зверху а знизу зазвичай світло-сіре. Хвіст зазвичай червоніший, ніж тіло; внутрішні частини ніг білуваті. Задні ноги значно довші, ніж передні. Голова округла, морда коротка. Обличчя покрите коротким волоссям, що контрастує за формою, а іноді й за забарвленням з іншими частинами волосяного покриву і створює враження маски. Очі великі, круглі й часто оточені темними колами. Вуха маленькі й частково приховані в хутрі.

## Поширення
Як і всі лемуровиді авахі є ендеміками Мадагаскару. Вони мешкають як у сухих лісах на заході так і тропічних лісах на сході острова і часто, більш імовірно, їх знаходять у вторинних лісах.

## Звички
На відміну від інших індрієвих ведуть нічний спосіб життя, але на відміну від інших нічних лемурів спільно йдуть в пошуках їжі. Вони, як правило, тримаються на деревах. Протягом дня вони сплять тулячись разом близьких гілках або розвилках; на відміну від інших нічних лемурів вони не шукають дупла дерев і не будують гнізда. Вони живуть в сімейних групах, які складаються з моногамної пари і їх спільних дітей і можуть включати в себе до п'яти тварин. Це територіальні тварини, оселища становлять приблизно від 1 до 2 гектарів і позначаються вигуками. Харчуються переважно листям, меншою мірою, вони також беруть плоди, бруньки та інший рослинний матеріал. Як і багато інших листогризучих ссавців їм потрібні довгі періоди відпочинку, щоб компенсувати низьку поживну цінність їжі.

## Відтворення
Парування відбувається в квітні або травні. У вересні або жовтні самиця народжує зазвичай одне дитинча. Дитинча підтримується матір'ю під час її годування, а не зберігається в захищеному місці. Після шести місяців дитинча відлучається від годування молоком, через рік або два залишає свою рідну групу.

## Загрози та охорона
Головною загрозою є руйнування лісів, у деяких регіонах на них також полюють. На відміну від багатьох інших приматів, вони не можуть триматися добре в людському полоні.